# Randal Kolo Muani
Pour les articles homonymes, voir Kolo et RKM.
Randal Kolo Muani, né le 5 décembre 1998 à Bondy (Seine-Saint-Denis), est un footballeur international français qui joue au poste d'avant-centre au Paris Saint-Germain.
Après avoir participé aux Jeux olympique 2020, il est sélectionné en équipe de France à partir de 2022 et participe à la Coupe du monde 2022 où il entre en finale rate de peu le but de la victoire lors de la prolongation et à l'Euro 2024.

## Biographie

### Enfance
Né à Bondy, dans le département français de Seine-Saint-Denis, Randal Kolo Muani est issu d'une famille congolaise. Il grandit à Villepinte. Il acquiert la nationalité française le 3 septembre 2008, par l'effet collectif attaché à la naturalisation de ses parents.

### Carrière en club

#### Débuts professionnels au FC Nantes (2018-2019)
Passé par plusieurs clubs de la région parisienne, Randal Kolo Muani arrive à Nantes en 2015.
Vu comme un grand espoir du centre de formation nantais, il doit patienter plusieurs saisons avant de faire ses débuts professionnels. Figurant sur la feuille de match dès la saison 2016-2017, sous les ordres de Sérgio Conceição, il doit attendre un match du 30 novembre 2018 contre Saint-Étienne pour entrer en jeu sous les ordres de Vahid Halilhodžić et connaître la Ligue 1,.
Il connaît quelques semaines plus tard sa première titularisation lors du derby face au SCO d'Angers.
Il passe deux essais en Italie, dans les clubs de Cremonese et Vicenza, sans que cela ne débouche sur un contrat professionnel.

#### Prêt à l'US Boulogne (2019-2020)
Mais malgré ces premières minutes en pro lors de la saison 2018-2019, Kolo est prêté la saison suivante à l'US Boulogne afin de gagner en temps de jeu.
Avec le club de Boulogne-sur-Mer, malgré un début de saison marqué par deux exclusions et huit matchs de suspensions, alors que le jeune bondynois découvre la rugosité du championnat de National, il s'impose comme titulaire et élément central de son équipe,. Parfaitement intégré dans le groupe boulonnais, Randal Kolo Muani s'illustre d'abord comme un joueur faisant les efforts pour le collectif, avant de soigner également ses statistiques avec trois buts et cinq passes décisives lors d'une saison à la fin précoce.

#### Retour à Nantes (2020-2022)
De retour à Nantes, Kolo Muani impressionne le nouveau staff dès la préparation, et malgré un test positif au Covid-19 qui lui fait manquer la première journée du championnat, il s'impose comme titulaire au poste d'avant-centre (malgré la concurrence des plus aguerris Renaud Emond et Kalifa Coulibaly),. Si le FC Nantes ne fait pas un bon début de saison et que le jeune attaquant ne parvient pas encore à marquer (deux buts lui sont refusés après appel à l'assistance vidéo), ses performances n'en sont pas moins remarquées, lui valant sa convocation en équipe de France espoirs,.
Si la saison du FC Nantes continue à être marquée par les turbulences, avec trois changements d'entraîneur, il conserve sa place de titulaire tout du long, s'illustrant le 14 mars 2021 avec une des performances les plus remarquées de la 29e journée de Ligue 1,,, et du week-end européen,,: il est l'acteur central de la victoire 2-1 de Nantes chez le Paris SG, provoquant ce qui semblait être un penalty pour son équipe, il marque ensuite le but de l'égalisation et délivre la passe décisive qui permet à Moses Simon d'achever la remontée des Canaris,.
Vainqueur de la Coupe de France 2022 avec le FC Nantes et artisan de la bonne saison du club avec treize buts et six passes décisives, Kolo Muani est en fin de contrat en juin 2022 avec les Canaris.

#### Départ à l'Eintracht Francfort (2022-2023)
Malgré les propositions de prolongation de la part des dirigeants nantais, le joueur choisit de signer librement avec l'Eintracht Francfort, futur vainqueur de la Ligue Europa. Cette décision prise en cours de saison lui attire les critiques de son ex-président Waldemar Kita.
Randal Kolo Muani inscrit son premier but en Bundesliga lors de la défaite 6 à 1 face au Bayern Munich pour le compte de la première journée de championnat. De plus, il participe à la rencontre de Supercoupe de l'UEFA perdue 2 à 0 face au Real Madrid. Kolo Muani devient alors le buteur titulaire de l'Eintracht et se montre régulièrement décisif en Bundesliga. Il inscrit en octobre 2022 le premier but de sa carrière en Ligue des champions face à l'Olympique de Marseille. Il marque finalement quinze buts et délivre quatorze passes décisives en Bundesliga (deuxième meilleur buteur et deuxième passeur du championnat) et termine meilleur buteur de la coupe d'Allemagne avec six buts. Ses performances attirent l'œil de grands clubs européens tels que le Bayern Munich ou le Paris Saint-Germain.

#### Retour en France au Paris Saint-Germain (depuis 2023)
Après de nombreuses spéculations autour de son avenir, allant même jusqu’à refuser de jouer pour le club allemand, il est désireux de quitter le club. Le 2 septembre 2023, il quitte l'Eintracht Francfort pour un montant de 90 millions d'euros, bonus compris, et s'engage avec le Paris Saint-Germain où il va signer un contrat de cinq ans.
Le 24 septembre, il ouvre son compteur de but avec le PSG, lors du Classique contre l'Olympique de Marseille ; il délivre même une passe décisive pour Gonçalo Ramos en fin de match, soldant le score sur un 4-0 dans un match.

#### Prêt à la Juventus (2025)
Il est très peu utilisé par l'entraîneur de Paris Luis Enrique, en particulier lors de la saison 2024-2025. En janvier 2025, Il est ainsi envoyé en prêt pour le reste de la saison à la Juventus de Turin. Buteur dès son premier match en Italie, il va ensuite marqué deux doublés consécutifs lors des deux matchs suivant. Auteur de cinq réalisations en trois matchs, il termine la saison avec un total de huit buts en dix-neuf matchs. Il participe ensuite à la Coupe du monde des clubs 2025 avec l'équipe italienne, et non avec le PSG.

### Carrière en sélection

#### Premières sélections chez les espoirs et aux jeux olympiques
Kolo Muani est convoqué une première fois en équipe de France espoirs par Sylvain Ripoll en octobre 2020 pour les matchs de qualification à l'Euro espoirs 2021,,.
Le 2 juillet 2021, il est retenu dans la liste des vingt-et-un joueurs français sélectionnés par Sylvain Ripoll pour disputer les Jeux olympiques d'été de 2020 qui se déroulent à l'été 2021 au Japon. Il joue son premier match en équipe de France olympique le 16 juillet, remplaçant André-Pierre Gignac à la 69e minute d'un match amical contre la Corée-du-Sud. Il marque le premier but français (victoire 2-1).

#### Arrivée dans l'équipe première en 2022
En mai 2022, pour la première fois de sa carrière, il est présélectionné en équipe de France A par Didier Deschamps.
Le 15 septembre 2022, il est appelé pour la première fois en équipe de France, pour les matchs de groupe de Ligue des nations contre l'Autriche et le Danemark.
Le 22 septembre 2022, il joue son premier match, en entrant en jeu à la place de Kylian Mbappé, contre l'Autriche (victoire 2-0), puis joue son deuxième match, le 25 septembre 2022, en entrant en jeu à la place d'Antoine Griezmann, contre le Danemark (défaite 2-0).

#### Coupe du monde 2022
Le 16 novembre 2022, alors qu'il se trouve au Japon en tournée avec son équipe, il est appelé dans le groupe sélectionné pour disputer sa première Coupe du monde, pour pallier le forfait sur blessure de Christopher Nkunku.
Au cours de la compétition, il joue la dernière rencontre de la phase de groupes face à la Tunisie en tant que titulaire alors que l'équipe de France est déjà qualifiée pour les huitièmes de finale et que Didier Deschamps en profite pour faire jouer plusieurs remplaçants.
En demi-finale face au Maroc, il entre en jeu à  la 78e minute, en remplacement d'Ousmane Dembélé, profitant du fait que Kingsley Coman, le remplaçant habituel dans cette compétition, soit malade. Moins d'une minute plus tard, sur son premier ballon, à la suite d'un gros travail de Kylian Mbappé dans la surface au milieu de nombreux joueurs marocains, il marque, libre, le second but de l'équipe de France (victoire 2-0).
Lors de la finale face à l'Argentine, il rentre en jeu en fin de première mi-temps, une nouvelle fois à la place d'Ousmane Dembélé. Il se montre immédiatement très remuant, et redonne de l'élan à l'attaque française. Ainsi, il devient le joueur ayant atteint le plus haut total de duels gagnés (13 en tout) en finale de Coupe du monde depuis Gennaro Gattuso (17) en 2006. Il provoque le penalty transformé par Kylian Mbappé à la 80e minute, après une faute de Nicolás Otamendi. À la dernière minute des prolongations, à la suite d'un ballon venu du milieu de terrain dégagé par Ibrahima Konaté, il parvient à se présenter en face-à-face avec Emiliano Martínez. Sa frappe est déviée du bout du pied gauche par le gardien argentin, une action qualifiée de « balle de match » par les observateurs et de « balle de Coupe du monde » par Didier Deschamps. À l'issue des prolongations, le score est de 3 à 3, ce qui donne lieu à la séance de tirs au but. Après deux tirs ratés côté français, Kolo Muani maintient son pays en vie en convertissant sa tentative. Le tir suivant, réussi par Gonzalo Montiel, offre le Mondial 2022 à l'Argentine (3-3 a.p, 4-2 t.a.b).

#### Euro 2024
En mai 2024, il figure dans une liste de 25 joueurs appelés par Didier Deschamps pour l'Euro 2024. Remplaçant dans l’esprit de Didier Deschamps jusqu’au huitième de finale contre la Belgique, le joueur du PSG a marqué des points ce soir-là en provoquant le but contre son camp de Jan Vertonghen une vingtaine de minutes après son entrée sur la pelouse (1-0). Une performance qui lui a ensuite permis d’intégrer le onze tricolore face au Portugal (0-0, 5 t.a.b. 3) en quarts puis devant l’Espagne en demi-finales (1-2). Randal Kolo Muani a inscrit, en demi-finale, le premier but dans le jeu d'un joueur de l'équipe de France. L'attaquant du PSG a ouvert le score de la tête contre l'Espagne, sur un centre parfait de Kylian Mbappé. Randal Kolo Muani est effectivement devenu le troisième international français à marquer en demi-finale de l’Euro et de la Coupe du monde. En 2022, au Qatar, il avait doublé la mise pour les Tricolores face au Maroc après l’ouverture du score de Theo Hernandez. Avant lui, seuls deux joueurs avaient accompli cet exploit, deux légendes : Michel Platini et Zinedine Zidane.
En mai, il fait partie du groupe de 25 joueurs convoqués pour participer à la phase finale de Ligue des nations. Buteur en demi-finale contre l'Espagne après être entré en jeu, il est titulaire lors de la petite finale remportée deux buts à zéro contre l'Allemagne.

## Style de jeu
Ayant fait ses débuts à Boulogne sur l'aile, Kolo Muani est également capable de jouer en pointe de l'attaque. Il est de ce fait décrit comme un attaquant très complet, possédant en plus de la vitesse et la technique, un sens du timing, un jeu de tête et une explosivité le rendant largement apte à jouer en 9,.
Christian Gourcuff, son entraîneur à Nantes lors de la saison 2020-2021, le décrit avec ces mots : « Il a un très bon timing sur le jeu de tête. Il décolle de façon assez phénoménale. Il se déplace très bien, il est intelligent, il va vite. Techniquement, il a un registre très large. C’est justement l’harmonie de ses qualités qui le rendent très intéressant ». L'entraîneur de la réserve nantaise Pierre Aristouy explique que « ce n'est pas un joueur qui ne va penser qu'au but, mais il se crée beaucoup d'occasions ».
Il est comparé à des joueurs comme Nicolas Pépé, avec qui il partage aussi l'éclosion relativement tardive au plus haut niveau français.

## Statistiques
| Saison                | Club                  | Championnat           | Championnat | Championnat | Championnat | Coupe(s) nationale(s) | Coupe(s) nationale(s) | Coupe(s) nationale(s) | Supercoupe | Supercoupe | Supercoupe | Compétition(s) continentale(s) | Compétition(s) continentale(s) | Compétition(s) continentale(s) | Compétition(s) continentale(s) | Supercoupe UEFA | Supercoupe UEFA | Supercoupe UEFA | Coupe du monde des clubs | Coupe du monde des clubs | Coupe du monde des clubs | Total | Total | Total |
| Saison                | Club                  | Division              | M.          | B.          | P.d.        | M.                    | B.                    | P.d.                  | M.         | B.         | P.d.       | Comp.                          | M.                             | B.                             | P.d.                           | M.              | B.              | P.d.            | M.                       | B.                       | P.d.                     | M.    | B.    | P.d.  |
| 2018-2019             | FC Nantes             | Ligue 1               | 6           | 0           | 0           | -                     | -                     | -                     | -          | -          | -          | -                              | -                              | -                              | -                              | -               | -               | -               | -                        | -                        | -                        | 6     | 0     | 0     |
| 2020-2021             | FC Nantes             | Ligue 1               | 37+2        | 9+1         | 4           | 1                     | 0                     | 1                     | -          | -          | -          | -                              | -                              | -                              | -                              | -               | -               | -               | -                        | -                        | -                        | 40    | 10    | 5     |
| 2021-2022             | FC Nantes             | Ligue 1               | 36          | 12          | 4           | 5                     | 1                     | 2                     | -          | -          | -          | -                              | -                              | -                              | -                              | -               | -               | -               | -                        | -                        | -                        | 41    | 13    | 6     |
| Sous-total            | Sous-total            | Sous-total            | 81          | 22          | 8           | 6                     | 1                     | 3                     | -          | -          | -          | -                              | -                              | -                              | -                              | -               | -               | -               | -                        | -                        | -                        | 87    | 23    | 11    |
| 2019-2020             | US Boulogne (prêt)    | National              | 14          | 3           | 2           | 1                     | 0                     | 0                     | -          | -          | -          | -                              | -                              | -                              | -                              | -               | -               | -               | -                        | -                        | -                        | 15    | 3     | 2     |
| 2022-2023             | Eintracht Francfort   | Bundesliga            | 32          | 15          | 11          | 6                     | 6                     | 3                     | -          | -          | -          | C1                             | 7                              | 2                              | 0                              | 1               | 0               | 0               | -                        | -                        | -                        | 46    | 23    | 14    |
| 2023-2024             | Eintracht Francfort   | Bundesliga            | 2           | 1           | 0           | 1                     | 1                     | 0                     | -          | -          | -          | C4                             | 1                              | 1                              | 0                              | -               | -               | -               | -                        | -                        | -                        | 4     | 3     | 0     |
| Sous-total            | Sous-total            | Sous-total            | 34          | 16          | 11          | 7                     | 7                     | 3                     | -          | -          | -          | -                              | 8                              | 3                              | 0                              | 1               | 0               | 0               | -                        | -                        | -                        | 50    | 26    | 14    |
| 2023-2024             | Paris Saint-Germain   | Ligue 1               | 26          | 6           | 5           | 3                     | 2                     | 1                     | 1          | 0          | 0          | C1                             | 10                             | 1                              | 0                              | -               | -               | -               | -                        | -                        | -                        | 40    | 9     | 6     |
| 2024-2025             | Paris Saint-Germain   | Ligue 1               | 10          | 2           | 1           | -                     | -                     | -                     | -          | -          | -          | C1                             | 4                              | 0                              | 0                              | -               | -               | -               | -                        | -                        | -                        | 14    | 2     | 1     |
| Sous-total            | Sous-total            | Sous-total            | 36          | 8           | 6           | 3                     | 2                     | 1                     | 1          | 0          | 0          | -                              | 14                             | 1                              | 0                              | -               | -               | -               | -                        | -                        | -                        | 54    | 11    | 7     |
| 2024-2025             | Juventus FC           | Serie A               | 16          | 8           | 1           | 1                     | 0                     | 1                     | -          | -          | -          | C1                             | 2                              | 0                              | 0                              | -               | -               | -               | 2                        | 2                        | 1                        | 21    | 10    | 3     |
| Total sur la carrière | Total sur la carrière | Total sur la carrière | 181         | 57          | 28          | 18                    | 10                    | 8                     | 1          | 0          | 0          | -                              | 24                             | 4                              | 0                              | 1               | 0               | 0               | 2                        | 2                        | 1                        | 227   | 73    | 37    |

## En sélection nationale
| Saison                | Sélection             | Phases finales              | Phases finales | Phases finales | Phases finales | Éliminatoires | Éliminatoires | Éliminatoires | Ligue des nations | Ligue des nations | Ligue des nations | Matchs amicaux | Matchs amicaux | Matchs amicaux | Total | Total | Total |
| Saison                | Sélection             | Compétition                 | M              | B              | Pd             | M             | B             | Pd            | M                 | B                 | Pd                | M              | B              | Pd             | M     | B     | Pd    |
| --------------------- | --------------------- | --------------------------- | -------------- | -------------- | -------------- | ------------- | ------------- | ------------- | ----------------- | ----------------- | ----------------- | -------------- | -------------- | -------------- | ----- | ----- | ----- |
| 2022-2023             | France                | Coupe du monde 2022         | 3              | 1              | 0              | 4             | 0             | 0             | 2                 | 0                 | 0                 | -              | -              | -              | 9     | 1     | 0     |
| 2023-2024             | France                | Euro 2024                   | 5              | 1              | 0              | 2             | 1             | 0             | -                 | -                 | -                 | 6              | 2              | 1              | 13    | 4     | 1     |
| 2024-2025             | France                | Ligue des nations 2024-2025 | 2              | 1              | 0              | -             | -             | -             | 7                 | 3                 | 1                 | -              | -              | -              | 9     | 4     | 1     |
| Total sur la carrière | Total sur la carrière | Total sur la carrière       | 10             | 3              | 0              | 6             | 1             | 0             | 9                 | 3                 | 1                 | 6              | 2              | 1              | 31    | 9     | 2     |

### Liste des matchs internationaux
| Matchs internationaux de Randal Kolo Muani | Matchs internationaux de Randal Kolo Muani | Matchs internationaux de Randal Kolo Muani          | Matchs internationaux de Randal Kolo Muani | Matchs internationaux de Randal Kolo Muani | Matchs internationaux de Randal Kolo Muani                          | Matchs internationaux de Randal Kolo Muani                          |
|                                            | Date                                       | Lieu                                                | Adversaire                                 | Résultat                                   | Compétition                                                         | Notes                                                               |
| ------------------------------------------ | ------------------------------------------ | --------------------------------------------------- | ------------------------------------------ | ------------------------------------------ | ------------------------------------------------------------------- | ------------------------------------------------------------------- |
| 1.                                         | 22 septembre 2022                          | Stade de France, Saint-Denis, France                | Autriche                                   | 2 - 0                                      | Ligue des nations 2022-2023                                         | Entre en jeu à la place de Kylian Mbappé à la 90e minute de jeu.    |
| 2.                                         | 25 septembre 2022                          | Parken Stadium, Copenhague, Danemark                | Danemark                                   | 2 - 0                                      | Entre en jeu à la place d'Antoine Griezmann à la 81e minute de jeu. |                                                                     |
| 3.                                         | 30 novembre 2022                           | Stade Education City, Al Rayyan, Qatar              | Tunisie                                    | 1 - 0                                      | Coupe du monde 2022                                                 | Titulaire.                                                          |
| 4.                                         | 14 décembre 2022                           | Stade Al-Bayt, Al-Khor, Qatar                       | Maroc                                      | 2 - 0                                      | Entre en jeu à la place d'Ousmane Dembélé à la 78e minute de jeu.   |                                                                     |
| 5.                                         | 18 décembre 2022                           | Stade de Lusail, Lusail, Qatar                      | Argentine                                  | 3 - 3 4-2 t.a.b                            | Entre en jeu à la place d'Ousmane Dembélé à la 41e minute de jeu.   |                                                                     |
| 6.                                         | 24 mars 2023                               | Stade de France, Saint-Denis, France                | Pays-Bas                                   | 4 - 0                                      | Éliminatoires de l'Euro 2024                                        | Titulaire et remplacé par Olivier Giroud à la 77e minute de jeu.    |
| 7.                                         | 27 mars 2023                               | Aviva Stadium, Dublin, Irlande                      | République d'Irlande                       | 0 - 1                                      | Éliminatoires de l'Euro 2024                                        | Titulaire et remplacé par Marcus Thuram à la 90e minute de jeu.     |
| 8.                                         | 16 juin 2023                               | Stade de l'Algarve, Almancil, Portugal              | Gibraltar                                  | 0 - 3                                      | Éliminatoires de l'Euro 2024                                        | Entre en jeu à la place d'Olivier Giroud à la 66e minute de jeu.    |
| 9.                                         | 19 juin 2023                               | Stade de France, Saint-Denis, France                | Grèce                                      | 1 - 0                                      | Éliminatoires de l'Euro 2024                                        | Titulaire et remplacé par Olivier Giroud à la 86e minute de jeu.    |
| 10.                                        | 12 septembre 2023                          | Signal Iduna Park, Dortmund, Allemagne              | Allemagne                                  | 2 - 1                                      | Match amical                                                        | Titulaire et remplacé par Marcus Thuram à la 64e minute de jeu.     |
| 11.                                        | 13 octobre 2023                            | Johan Cruyff Arena, Amsterdam, Pays-Bas             | Pays-Bas                                   | 1 - 2                                      | Éliminatoires de l'Euro 2024                                        | Titulaire et remplacé par Marcus Thuram à la 80e minute de jeu.     |
| 12.                                        | 17 octobre 2023                            | Stade Pierre-Mauroy, Villeneuve-d'Ascq, France      | Écosse                                     | 4 - 1                                      | Match amical                                                        | Entre en jeu à la place de Kylian Mbappé à la 87e minute de jeu.    |
| 13.                                        | 21 novembre 2023                           | Stade Agiá Sofiá, Athènes, Grèce                    | Grèce                                      | 2 - 2                                      | Éliminatoires de l'Euro 2024                                        | Titulaire et remplacé par Kylian Mbappé à la 64e minute de jeu.     |
| 14.                                        | 23 mars 2024                               | Parc Olympique lyonnais, Décines-Charpieu, France   | Allemagne                                  | 0 - 2                                      | Match amical                                                        | Entre en jeu à la place d'Ousmane Dembélé à la 83e minute de jeu.   |
| 15.                                        | 26 mars 2024                               | Stade Vélodrome, Marseille, France                  | Chili                                      | 3 - 2                                      | Match amical                                                        | Titulaire et remplacé par Moussa Diaby à la 83e minute de jeu.      |
| 16.                                        | 5 juin 2024                                | Stade Saint-Symphorien, Longeville-lès-Metz, France | Luxembourg                                 | 3 - 0                                      | Match amical                                                        | Titulaire.                                                          |
| 17.                                        | 9 juin 2024                                | Matmut Atlantique, Bordeaux, France                 | Canada                                     | 0 - 0                                      | Match amical                                                        | Entre en jeu à la place d'Antoine Griezmann à la 87e minute de jeu. |
| 18.                                        | 17 juin 2024                               | Düsseldorf Arena, Düsseldorf, Allemagne             | Autriche                                   | 0 - 1                                      | Euro 2024                                                           | Entre en jeu à la place d'Ousmane Dembélé à la 71e minute de jeu.   |
| 19.                                        | 25 juin 2024                               | BVB Stadion Dortmund, Dortmund, Allemagne           | Pologne                                    | 1 - 1                                      | Euro 2024                                                           | Entre en jeu à la place d'Ousmane Dembélé à la 86e minute de jeu.   |
| 20.                                        | 1er juillet 2024                           | Düsseldorf Arena, Düsseldorf, Allemagne             | Belgique                                   | 0 - 1                                      | Euro 2024                                                           | Entre en jeu à la place de Marcus Thuram à la 62e minute de jeu.    |
| 21.                                        | 5 juillet 2024                             | Volksparkstadion, Hambourg, Allemagne               | Portugal                                   | 0 - 0 3-5 t.a.b                            | Euro 2024                                                           | Titulaire et remplacé par Marcus Thuram à la 86e minute de jeu.     |
| 22.                                        | 9 juillet 2024                             | Munich Football Arena, Munich, Allemagne            | Espagne                                    | 2 - 1                                      | Euro 2024                                                           | Titulaire et remplacé par Bradley Barcola à la 62e minute de jeu.   |
| 23.                                        | 9 septembre 2024                           | Parc Olympique lyonnais, Décines-Charpieu, France   | Belgique                                   | 2 - 0                                      | Ligue des nations 2024-2025                                         | Titulaire et remplacé par Kylian Mbappé à la 67e minute de jeu.     |
| 24.                                        | 10 octobre 2024                            | Bozsik Aréna, Budapest, Hongrie                     | Israël                                     | 1 - 4                                      | Ligue des nations 2024-2025                                         | Titulaire.                                                          |
| 25.                                        | 14 octobre 2024                            | Stade Roi Baudouin, Bruxelles, Belgique             | Belgique                                   | 1 - 2                                      | Ligue des nations 2024-2025                                         | Titulaire et remplacé par Marcus Thuram à la 90e minute de jeu.     |
| 26.                                        | 14 novembre 2024                           | Stade de France, Saint-Denis, France                | Israël                                     | 0 - 0                                      | Ligue des nations 2024-2025                                         | Titulaire.                                                          |
| 27.                                        | 17 novembre 2024                           | Stade San Siro, Milan, Italie                       | Italie                                     | 1 - 3                                      | Ligue des nations 2024-2025                                         | Titulaire.                                                          |
| 28.                                        | 20 mars 2025                               | Stade de Poljud, Split, Croatie                     | Croatie                                    | 2 - 0                                      | Ligue des nations 2024-2025                                         | Titulaire et remplacé par Bradley Barcola à la 64e minute de jeu.   |
| 29.                                        | 23 mars 2025                               | Stade de France, Saint-Denis, France                | Croatie                                    | 2 - 0 5-4 t.a.b                            | Ligue des nations 2024-2025                                         | Entre en jeu à la place d'Ousmane Dembélé à la 99e minute de jeu.   |
| 30.                                        | 5 juin 2025                                | MHPArena, Stuttgart, Allemagne                      | Espagne                                    | 5 - 4                                      | Ligue des nations 2024-2025                                         | Entre en jeu à la place d'Ousmane Dembélé à la 76e minute de jeu.   |
| 31.                                        | 8 juin 2025                                | MHPArena, Stuttgart, Allemagne                      | Allemagne                                  | 0 - 2                                      | Ligue des nations 2024-2025                                         | Titulaire et remplacé par Désiré Doué à la 69e minute de jeu.       |

### Buts internationaux
| Buts internationaux de Randal Kolo Muani | Buts internationaux de Randal Kolo Muani | Buts internationaux de Randal Kolo Muani            | Buts internationaux de Randal Kolo Muani | Buts internationaux de Randal Kolo Muani | Buts internationaux de Randal Kolo Muani | Buts internationaux de Randal Kolo Muani | Buts internationaux de Randal Kolo Muani | Buts internationaux de Randal Kolo Muani |
|                                          | Date                                     | Lieu                                                | Adversaire                               | Résultat                                 | Compétition                              | Notes                                    | Notes                                    | Sel.                                     |
| ---------------------------------------- | ---------------------------------------- | --------------------------------------------------- | ---------------------------------------- | ---------------------------------------- | ---------------------------------------- | ---------------------------------------- | ---------------------------------------- | ---------------------------------------- |
| 1.                                       | 14 décembre 2022                         | Stade Al-Bayt, Al-Khor, Qatar                       | Maroc                                    | 2 - 0                                    | Coupe du monde 2022                      | 2 - 0                                    | 79e du pied droit                        | 4e                                       |
| 2.                                       | 21 novembre 2023                         | Stade Agiá Sofiá, Athènes, Grèce                    | Grèce                                    | 2 - 2                                    | Éliminatoires de l'Euro 2024             | 1 - 0                                    | 42e du pied droit                        | 13e                                      |
| 3.                                       | 26 mars 2024                             | Stade Vélodrome, Marseille, France                  | Chili                                    | 3 - 2                                    | Match amical                             | 2 - 1                                    | 25e de la tête                           | 15e                                      |
| 4.                                       | 5 juin 2024                              | Stade Saint-Symphorien, Longeville-lès-Metz, France | Luxembourg                               | 3 - 0                                    | Match amical                             | 1 - 0                                    | 43e de la tête                           | 16e                                      |
| 5.                                       | 9 juillet 2024                           | Munich Football Arena, Munich, Allemagne            | Espagne                                  | 2 - 1                                    | Euro 2024                                | 0 - 1                                    | 9e de la tête                            | 22e                                      |
| 6.                                       | 9 septembre 2024                         | Parc Olympique lyonnais, Décines-Charpieu, France   | Belgique                                 | 2 - 0                                    | Ligue des nations 2024-2025              | 1 - 0                                    | 29e du pied droit                        | 23e                                      |
| 7.                                       | 14 octobre 2024                          | Stade Roi Baudouin, Bruxelles, Belgique             | Belgique                                 | 1 - 2                                    | Ligue des nations 2024-2025              | 0 - 1                                    | 35e du pied droit                        | 25e                                      |
| 8.                                       | 14 octobre 2024                          | Stade Roi Baudouin, Bruxelles, Belgique             | Belgique                                 | 1 - 2                                    | Ligue des nations 2024-2025              | 1 - 2                                    | 62e de la tête                           | 25e                                      |
| 9.                                       | 5 juin 2025                              | MHPArena, Stuttgart, Allemagne                      | Espagne                                  | 5 - 4                                    | Ligue des nations 2024-2025              | 5 - 4                                    | 90+3e de la tête                         | 30e                                      |

## Palmarès

### En club
Formé au FC Nantes, il y remporte son premier titre en soulevant la Coupe de France en 2022 contre l'OGC Nice.
Parti ensuite à l'Eintracht Francfort, il est finaliste de la Supercoupe de l'UEFA et de la Coupe d'Allemagne mais s'incline respectivement contre le Real Madrid et le RB Leipzig. Après une seule saison en Allemagne, il revient en France au Paris Saint-Germain.
Sous les couleurs parisiennes, il remporte dès ses premiers matchs le Trophée des champions et termine la saison avec un doublé Coupe-Championnat. Lors de la saison 2024-2025, bien que prêté à la mi-saison à la Juventus, il est officiellement de nouveau sacré Champion de France ayant joué la première partie de saison au PSG.
| FC Nantes (1)                               | Eintracht Francfort                                                         | Paris Saint-Germain (4) |
| ------------------------------------------- | --------------------------------------------------------------------------- | --- |
| - Coupe de France (1) : - Vainqueur en 2022 | - Supercoupe d'Europe - Finaliste en 2022 - DFB-Pokal : - Finaliste en 2023 | - Trophée des champions (1) : - Vainqueur en 2023 - Championnat de France (2) : - Champion en 2024 et 2025 - Coupe de France (1) : - Vainqueur en 2024 |

### En sélection
Avec l'équipe de France, il compte 29 sélections pour 8 buts et participe à la Coupe du monde 2022 au Qatar dont il est finaliste et à l'Euro 2024. Il termine également troisième de la Ligue des nations en 2025.
| France                                                                           |
| -------------------------------------------------------------------------------- |
| - Coupe du monde : - Finaliste en 2022 - Ligue des nations : - Troisième en 2025 |

### Distinctions personnelles
- Membre de l'équipe type de la Bundesliga : 2022-2023[52]
- Meilleur nouveau joueur de la Bundesliga : 2022-2023[53]
- Meilleur buteur de la DFB-Pokal : 2022-2023
- 28e au Ballon d'or 2023[54],[55]